# Parque Nacional de Javaquécia
O Parque Nacional de Javaquécia está localizado no sul da Geórgia, na fronteira com a Arménia e a Turquia, na região de Mesquécia-Javaquécia. O parque faz parte de uma área protegida transfronteiriça: na vizinha Arménia, ele se junta ao Parque Nacional do Lago Arpi.
O projeto para estabelecer o parque nacional foi realizado pelo governo da Geórgia em cooperação com o WWF e foi apoiado financeiramente pelo governo alemão. Autoridades locais, comunidades e partes interessadas também estão envolvidas na gestão da área.
O parque faz parte das áreas Protegidas de Javaquécia, que também incluem a Reserva de Cartsaqui, a Reserva de Sulda, a Reserva de Canchali, a Reserva de Buguedaxeni e a Reserva de Madatapa.